# دانشگاه آلابامای جنوبی
دانشگاه آلابامای جنوبی (به انگلیسی: University of South Alabama) که در سال ۱۹۶۳ تأسیس شده‌است، یکی از دانشگاه‌های عمومی آمریکا است که تا سطح دکتری دانشجو می‌پذیرد. این دانشگاه دارای نه کالج و مدرسه می‌باشد که یکی از آنها رشته پزشکی است.
این دانشگاه در موبیل قرار دارد.

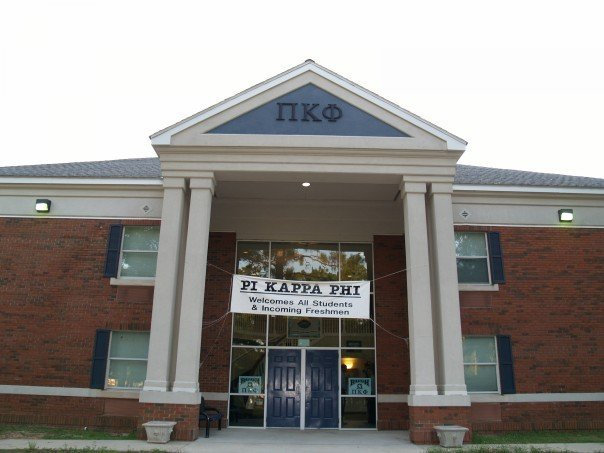
«چپتر هاووس»